# 손창호
손창호(孫昌鎬, 1952년 4월 12일 ~ 1998년 8월 5일)는 대한민국의 영화 배우, 영화감독이다.
중동고등학교 3학년 재학 중 1971년 문화방송 공채 탤런트로 데뷔하였고 그 후 단국대학교 영어영문학과를 나왔다. 
1970년대 석래명 감독의 '얄개' 시리즈 등 당시 유행하던 하이틴 영화에 이승현(영화 배우)과 함께 출연하며 많은 인기를 모았다.
일본 니혼 대학 영화과를 유학한 뒤 1990년 영화 《동경 아리랑》으로 영화감독에 데뷔를 했다. 
《동경 아리랑》은 주연과 시나리오, 제작까지 혼자서 만든 영화였다. 
하지만 흥행 실패에 이혼, 경제적 고초를 겪으면서 지인들의 안타까움 속에 1998년 8월 5일 오전 4시 20분, 당뇨병과 만성신부전증으로 사망했다. 
사망 당시 나이, 46년 4개월이 돼가는 날이었다.
슬하 1남 1녀 중 장녀인 손화령은 현재 배우로 활동 중이다.

## 학력
- 서울봉래초등학교 졸업
- 중동고등학교 졸업
- 단국대학교 영어영문학과 학사
- 니혼 대학 영화과

## 영화
- 1990년 동경 아리랑 - 주연, 각본, 원작, 감독
- 1986년 꽃밭의 나비 - 주연
- 1986년 서울 흐림 한때 비 - 주연
- 1986년 말괄량이 대행진 - 방한모 역
- 1985년 춤추는 청춘대학 - 특별출연
- 1984년 대학 괴짜들 - 특별출연
- 1984년 잊혀진 계절 - 주연
- 1983년 대학 신입생 오달자의 봄 - 주연
- 1983년 사랑 만들기 - 주연
- 1982년 대학 얄개 - 조연
- 1982년 갈채 - 주연
- 1980년 겨울 사랑 - 주연
- 1980년 조용히 살고 싶다 - 주연
- 1980년 아낌없이 바쳤는데 - 조연
- 1980년 형님먼저 아우먼저 - 영일 역
- 1980년 병태와 영자 2 - 우정출연
- 1979년 꽃밭에 나비 - 주연
- 1979년 제3한강교 - 창호 역
- 1979년 맨발의 청춘 77 - 주연
- 1978년 마지막 잎새 - 주연
- 1978년 나비 소녀 - 우정출연
- 1978년 과부 - 조연
- 1977년 얄개 행진곡 - 조연
- 1977년 첫눈이 내릴 때 - 정길 역
- 1977년 네가 좋아 - 조연
- 1976년 친구 사이야 - 주연
- 1974년 그건 너 - 주연

## 드라마
- 1970년 MBC 일일연속극 물레방아
- 1976년 MBC 일일연속사극 사미인곡
- 1977년 MBC 주말연속극 왜 그러지
- 1978년 MBC 청소년드라마 제3교실
- 1978년 MBC 어린이연속극 X 수색대
- 1978년 MBC 주말연속극 미소
- 1978년 MBC 주간연속극 알뜰가족
- 1979년 MBC 6.25 특집극 최후의 증인
- 1979년 MBC 어린이연속극 무지개 타는 아이들
- 1980년 MBC 청춘드라마 청춘의 초상
- 1980년 MBC 6.25 특집극 아베의 가족
- 1980년 MBC 어린이연속극 달려라 내 풍선
- 1981년 MBC 정치드라마 제1공화국
- 1981년 MBC 주간드라마 민족풍속도
- 1982년 MBC 거부실록 남강 이승훈
- 1982년 MBC 일일연속극 친구야 친구
- 1982년 MBC 주간연속극 시장사람들
- 1986년 MBC 수목드라마 첫사랑
- 1988년 MBC 월화미니시리즈 원미동 사람들
- 1988년 MBC 베스트셀러극장 - 전야
- 1989년 MBC 베스트셀러극장 - 상어
- 1990년 MBC 어린이드라마 별난가족 별난학교
- 1991년 MBC 3.1절특집극 고궁
- 1992년 MBC 베스트극장 - 대리인생
- 1993년 MBC 베스트극장 - 여성시대
- 1995년 MBC 3.1절특집극 노래 만들기
- 1995년 MBC 베스트극장 - 달수의 집짓기
- 1996년 MBC 베스트극장 - 달수의 차•차•차

## 뮤지컬
- 1989년 블루스맨

## CF
- 1976년 롯데삼강 삼강 아맛나
- 1977년 해태제과식품 봉봉스틱/싱글콘/시모나/여름사냥
- 1978년 오리온 세나쿠키
- 1978년 마마전기 마마 보온 밥통 - 강부자와 공동 출연
- 1978년 오리온 오리온 세나 쿠키
- 1979년 롯데제과 롯데 티나콘
- 1981년 해태제과식품 맛동산
- 1982년 해태제과식품 부라보콘 - 미스터 브라보
- 1982년 해태제과식품 크리스탈
- 1982년 해태제과 바밤바
- 1982년 동원F&B 롱우유 - 유인촌과 공동출연
- 1984년 삼양식품 라면 일번지
- 1986년 청보식품 샘보 * 엿장수 스낵